# Etlingera calophrys
Etlingera calophrys là một loài thực vật có hoa trong họ Gừng. Loài này được Karl Moritz Schumann mô tả khoa học đầu tiên năm 1899 dưới danh pháp Amomum calophrys. Năm 2012, Axel Dalberg Poulsen chuyển nó sang chi Etlingera.

## Phân bố
Loài này có tại Sulawesi và quần đảo Tiểu Sunda.